# Triumfetta calzadae
Triumfetta calzadae är en malvaväxtart som beskrevs av Paul Arnold Fryxell. Triumfetta calzadae ingår i släktet triumfettor, och familjen malvaväxter. Inga underarter finns listade i Catalogue of Life.